# Айнан

Айна́н (яп. 愛南町, あいなんちょう, МФА: [ai̯naɴ t͡ɕoː]?) — містечко в Японії, в повіті Мінамі-Ува префектури Ехіме. Розташоване в південно-західній частині префектури. Отримало статус містечка 2004 року. Площа становить 239,62 км². Станом на 1 липня 2012 року населення складало 23 219  осіб, густота населення — 96,9 осіб/км².   